# Willem Boon
Willem Boon (Dordrecht, 28 februari 1902 – Rotterdam, 30 september 1986) was een Nederlandse schilder, beeldhouwer, graficus en ontwerper van boekbanden.
Hij kreeg zijn opleiding aan de Rotterdamse Academie van Beeldende Kunsten en Technische Wetenschappen als leerling van onder anderen Alexander van Maasdijk en Frederik Nachtweh. In 1933 was hij een van de oprichters van de Rotterdamse Kring van beeldende kunstenaars R 33. Veel van Boons vroege werk ging bij het Duitse bombardement op Rotterdam in mei 1940 verloren. 
Zijn schilderwerk bestaat voornamelijk uit portretten, stadsgezichten en stillevens. In de jaren 1960 en 70 was zijn werk op tentoonstellingen in onder andere het Stedelijk Museum Amsterdam en het Stedelijk Museum Schiedam te zien.